# Klapý
Klapý (německy Klapay) je obec v Ústeckém kraji v okrese Litoměřice. Žije v ní 466 obyvatel. Leží na úpatí vrchu Hazmburk. Obec se nachází v úrodném kraji, což předurčuje oblast k zemědělství. Obec se nachází v Litoměřické vinařské podoblasti (viniční trať: Pod Hazmburkem).

## Název
Název vesnice je odvozen ze slova klepati ve významu nahánět zvěř klepáním. V historických pramenech se objevuje ve tvarech: Cleppi (1197), Clepi (1219), de Cleppin (1237), Klepy (1335), Clepy (1352), Clepj (1385–1405), in Klepi (1406), de Klepi (1408), w Klepem (1550), Klapey (1550), Klapy (1606), Klapay (1787), Klappay a Klapey nebo Klopay (1833).

## Historie
Archeologické nálezy podporují předpoklad, že oblast byla osídlena již pravěkými lidmi v době kamenné. První písemná zmínka o obci pochází již z roku 1197 z villam Cleppi monii Teplensis, kdy Hroznata z rodu Hrabišiců odkázal část vsi klášteru v Teplé.
Zřejmě v této době již byl Klapý poměrně živým místem, neboť její část vlastnil i král Václav I., který ji roku 1237 také daroval tepelskému klášteru. Další část prodal klášteru téhož roku Smil z Lichtenburka za 200 hřiven stříbra.
Postupně připadalo panství pod nadvládu rodu Ronovců, Janu Lucemburskému, Lobkovicům, Dietrichsteinů a Herbersteinů.

## Sesuvy
Koncem 19. století se část vrchu Hazmburk třikrát sesula a uvolněná suť pobořila domy v obci:
- (3. srpna 1882 bez škod na domech,[6]
- 12. března 1898 (a několik týdnů poté) – zbořeno 32 domů včetně školy[7]. Po tomto sesuvu byly vybudovány štoly, které odváděly vodu vyvěrající z hory Klapý.
- 11. dubna 1900 – zbořeno 52 domů).[8] Sesuv strhl i části staveb, které měly odvádět vyvěrající vodu. Délka sesuvu byla 500 metrů, šířka 300 metrů.[9]

K poslednímu menšímu sesuvu došlo bez větších škod 21. června 1939.

## Obyvatelstvo
|           | 1869 | 1880 | 1890 | 1900 | 1910 | 1921 | 1930 | 1950 | 1961 | 1970 | 1980 | 1991 | 2001 | 2011 |
| --------- | ---- | ---- | ---- | ---- | ---- | ---- | ---- | ---- | ---- | ---- | ---- | ---- | ---- | ---- |
| Obyvatelé | 709  | 761  | 800  | 772  | 903  | 851  | 862  | 640  | 634  | 565  | 570  | 486  | 532  | 489  |
| Domy      | 129  | 141  | 153  | 190  | 170  | 178  | 196  | 202  | 179  | 185  | 187  | 197  | 221  | 218  |

## Pamětihodnosti
- Hrad Hazmburk, dříve nazývaný Klapý, dnes zřícenina
- Městiště Podhradí, část dosud stojí, část je již zřícena, je zde archeologické naleziště
- Kostel Narození svatého Jana Křtitele
- Boží muka u obce

## Osobnosti
- Miroslav Saic (* 1943) – herec